# Pančavský vodopád
Pančavský vodopád (německy Pantschefall) je vodopád v obci Špindlerův Mlýn v Královéhradeckém kraji. Jedná se o nejvyšší vodopád v Česku. Měří 148 metrů a nachází se na východním svahu v horní závěrečné části Labského dolu v Krkonošských hřbetech v Krkonoších (Pančavská jáma).

## Vodní režim
Vodopád vytváří potok Pančava (pravostranný přítok Labe). Je stálý s kolísajícím průtokem, průměrně 25 l/s. Nejvydatnější je při jarním tání sněhu, což je obvykle konec dubna až začátek května. Za vysokých stavů vody se vodopád větví na několik ramen. Ústí do svahových sutí a nevytváří tedy vývařiště.

## Název
Název dle Pančavského potoka pocházející z německého pantschen, spisovně planschen nebo plantschen česky cákat, šplíchat.

## Přírodní poměry
Z hlediska morfologie se jedná o vodopád nepravý, vícestupňový a víceramenný a z hlediska genetiky je charakterizován jako přírodní, konsekventní a karový. Geologickým podložím je žula. Výška vodopádu je 148 m, přičemž padá z nadmořské výšky 1298 m do 1150 m. Na jaře během tání sněhu se díky vzniku jižního ramene ve spodní části prodlužuje na 162 m. Celkový sklon dosahuje 44 °. Vodopád má čtyři významné stupně s výškami (shora) 36, 39, 23 a 20 m. Šířka se pohybuje mezi 1–20 m, obvykle však 4–8 m.

## Historie turismu
Vodopád byl od začátku turismu hojně navštěvován. Roku 1859 majitel nedaleké Labské boudy Josef Schier postavil nad horní hranou malou vodní nádrž se stavidlem. Po dosažení dostatečného počtu platících turistů bylo stavidlo zvednuto a vodopád tím nárazově zvýšil průtok. Nad i pod vodopádem byly zřízeny malé budky s občerstvením a horní vyhlídková terasa. V 30. letech 20. století byla nádržka s budkami a terasou zrušena.

## Přístup
Současný přístup k vodopádu je omezený, neboť se nachází v I. zóně KRNAP. V blízkosti vodopádu se nachází vyhlídka, z které lze vidět pouze nejhořejší část vodopádu, další velice omezený výhled poskytuje Ambrožova vyhlídka. Celý vodopád je možné pozorovat z modré turistické značky vedoucí Labským dolem.

## Fotogalerie

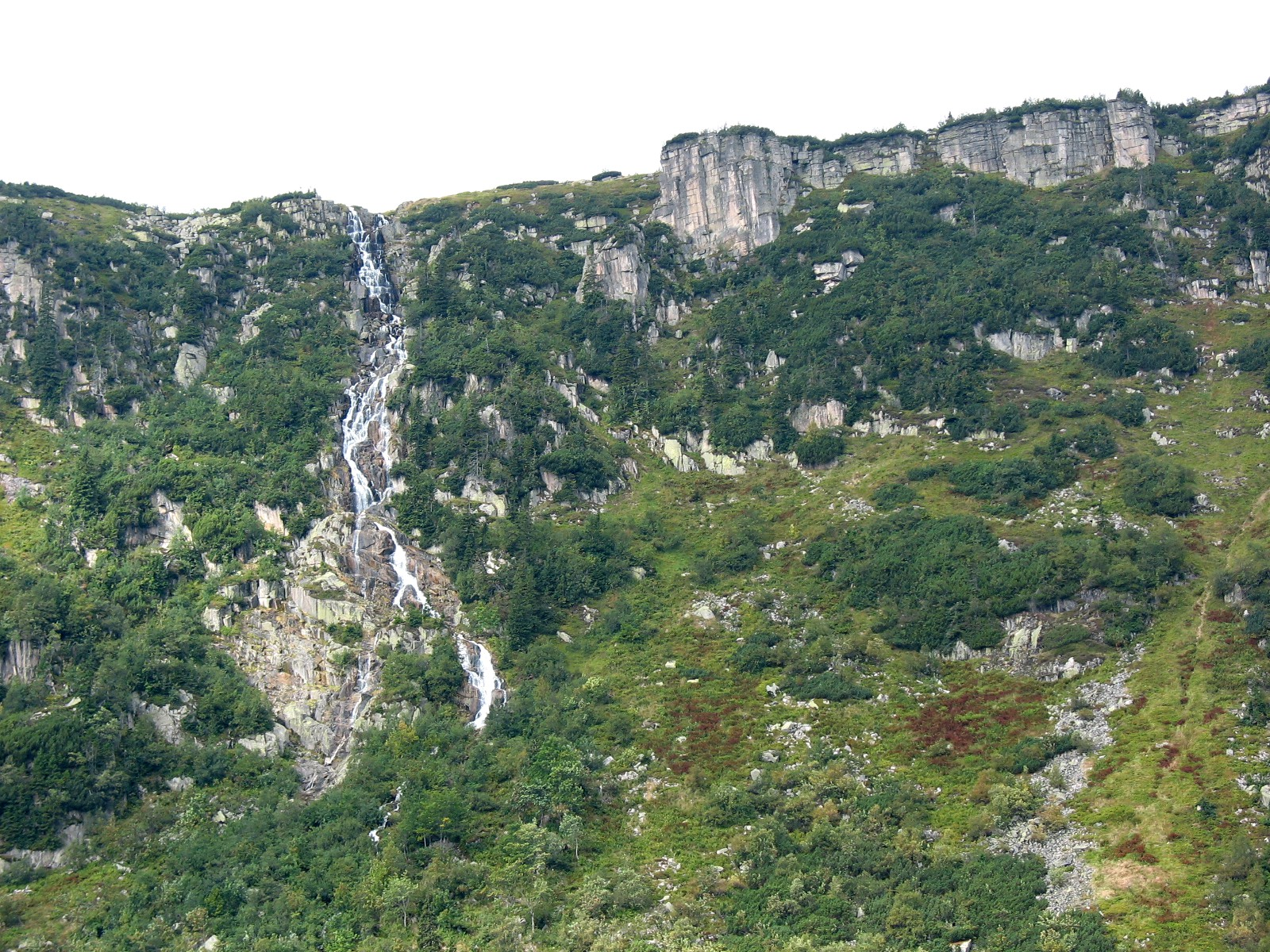
Celkový pohled
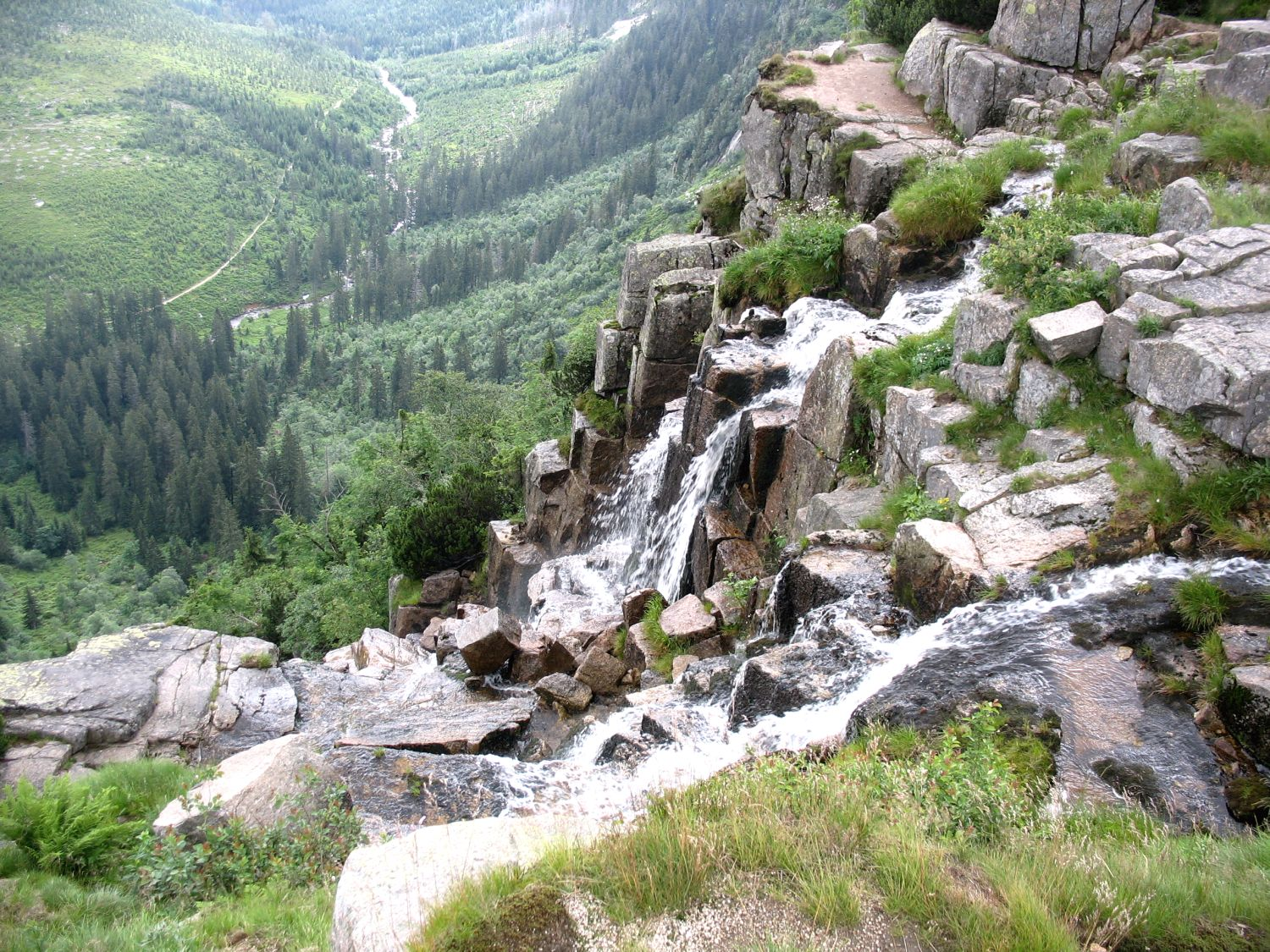
Horní část
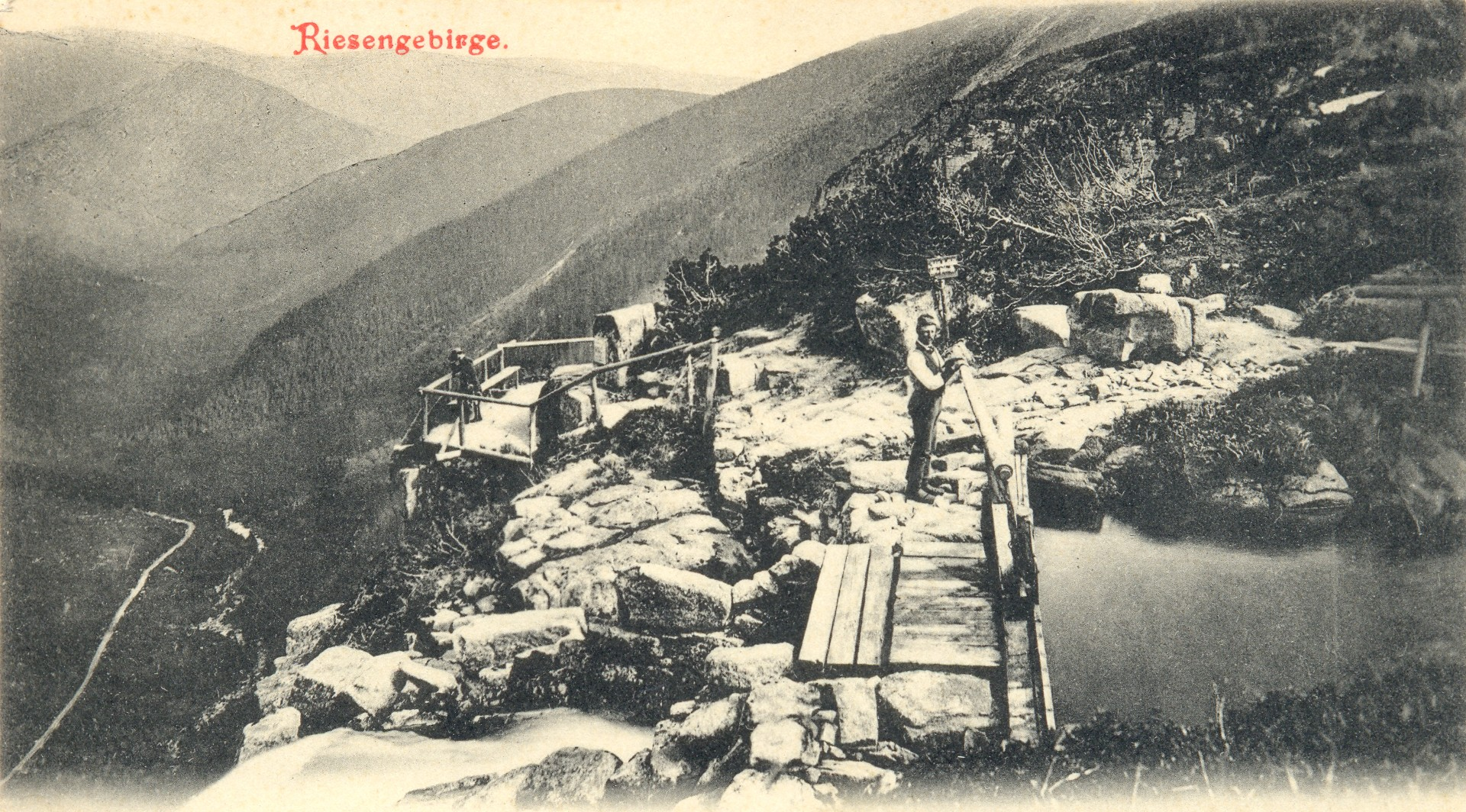
Pohlednice ze začátku 20. století